# Selección de fútbol de Ponapé
La selección de fútbol de Ponapé es el representativo de dicho estado perteneciente a los Estados Federados de Micronesia en las competiciones de fútbol. Solo disputó las cuatro ediciones de los Juegos de la Micronesia, habiendo ganado en 2014 y la 2018.

## Palmarés
- Juegos de la Micronesia (2): 2014, 2018

## Desempeño en competiciones

### Juegos de Micronesia
| Año         | Posición | PJ | PG | PE | PP | GF | GC |
| ----------- | -------- | -- | -- | -- | -- | -- | -- |
| Palaos 1998 | 6.º      | 6  | 0  | 0  | 6  | 13 | 56 |
| Yap 2001    | 3.º      | 2  | 0  | 1  | 1  | 2  | 3  |
| Ponapé 2014 | 1.º      | 4  | 4  | 0  | 0  | 13 | 4  |
| Yap 2018    | 1.º      | 4  | 2  | 2  | 0  | 8  | 6  |
| Total       | 4/4      | 16 | 6  | 3  | 7  | 36 | 69 |

## Partidos
| Fecha               | Ciudad  |        | Marcador | Oponente                 |
| ------------------- | ------- | ------ | -------- | ------------------------ |
| 27 de julio de 1998 | Koror   | Ponapé | 1-16     | Guam                     |
| 28 de julio de 1998 | Koror   | Ponapé | 1-7      | Palaos A                 |
| 30 de julio de 1998 | Koror   | Ponapé | 3-4      | Yap                      |
| 31 de julio de 1998 | Koror   | Ponapé | 2-13     | Palaos B                 |
| 1 de agosto de 1998 | Koror   | Ponapé | 2-11     | Islas Marianas del Norte |
| 3 de agosto de 1998 | Koror   | Ponapé | 4-5      | Yap                      |
| julio de 2001       | Tomil   | Ponapé | 1-1      | Yap                      |
| julio de 2001       | Tomil   | Ponapé | 1-2      | Chuuk                    |
| 25 de julio de 2014 | Palikir | Ponapé | 3-1      | Palaos                   |
| 26 de julio de 2014 | Palikir | Ponapé | 4-0      | Yap                      |
| 28 de julio de 2014 | Palikir | Ponapé | 3-2      | Chuuk                    |
| 29 de julio de 2014 | Palikir | Ponapé | 3-1      | Palaos                   |
| 23 de julio de 2018 | Gigil   | Ponapé | 2-1      | Palaos                   |
| 24 de julio de 2018 | Gigil   | Ponapé | 2-2      | Yap                      |
| 25 de julio de 2018 | Gigil   | Ponapé | 1-1      | Chuuk                    |
| 26 de julio de 2018 | Gigil   | Ponapé | 3-2      | Yap                      |